# Oliver Byrne
Oliver Byrne   (Avoca, comtat de Wicklow, 31 de juliol de 1810 - Maidstone, 9 de desembre de 1880) va ser un matemàtic irlandès.

## Vida i obra
Poc es coneix de la seva vida i encara existeixen contradiccions entre diferents estudiosos sobre la seva activitat. Potsser assistís de jove com oient a classes del Trinity College (Dublín), però no hi ha registres que ho acreditin. Devia abandonar Dublín entre 1831 i 1832 per instal·lar-se a Londres, on devia treballar com professor particular de matemàtiques. A partir de 1840 va ser professor de matemàtiques de l'Escola d'Enginyers Civils  al barri de Putney i també va ser actuari de l'asseguradora Philanthropic Life Assurance Society.  El 1845 va ser nomenat topògraf reial de les illes Falkland, tot i que sembla que mai hi va viatjar per manca de diners, però el càrrec que li devia deixar força temps lliure per escriure un bon nombre de llibres d'enginyeria i matemàtiques.
El 1849 va emigrar als Estats Units on va ser contractat per l'editorial Appleton per a dirigir el seu diccionari enciclopèdic de màquines. mecànica i enginyeria, a més d'escriure uns quant volums sobre la llibertat dels irlandesos. Va retornar a Anglaterra entorn de 1860 i va ser editor de la Spon's Encyclopedia, editada pels germans Spon.

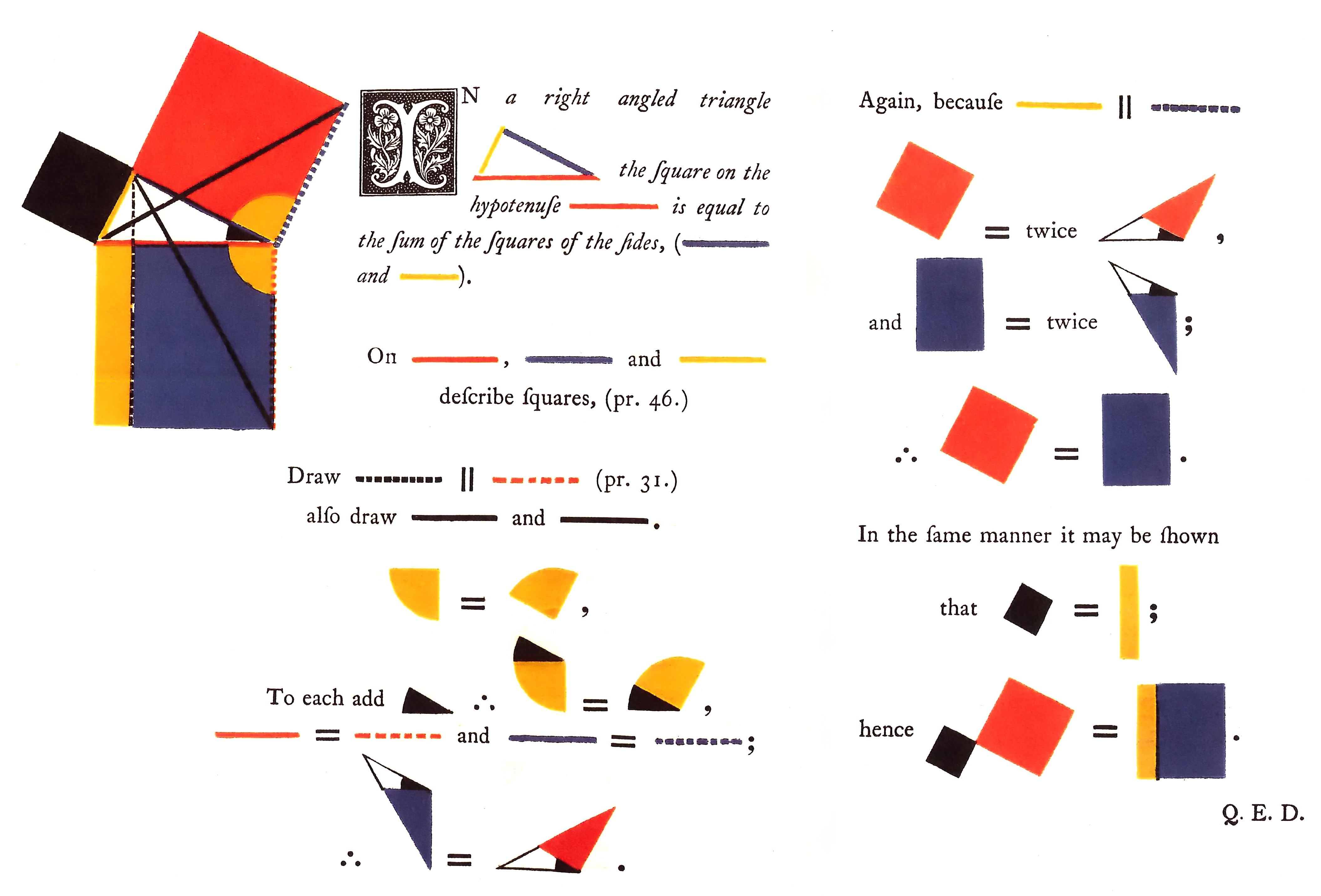
El teorema de Pitàgores al llibre de Byrne (1847).

El 1864, ell i la seva esposa, van resultar greument ferits en una explosió de gas i ja no van recuperar mai la seva salut anterior. El 1873, enmig de grans polèmiques amb els seus editors, els germans Spon, es van retira a viure a Maidstone (Kent) on ell va morir set anys més tard. La seva dona. malgrat la seva mala salut i la seva ceguesa, va sobreviure fins al 1897.
Byrne va publicar més de quaranta llibres divulgatius de matemàtiques, però és recordat, sobre tot, per la seva traducció dels sis primers llibres dels Elements d'Euclides que es va publicar el 1847. Les il·lustracions geomètriques del llibre estaven acolorides per facilitar la comprensió dels teoremes. Els colors i la pictografia li van permetre fer les demostracions sense utilitzar gaires paraules.
També va publicar algunes obres per facilitar els càlculs dels enginyers, en les que explica procediments simplificats d'utilització dels logaritmes i altres eines matemàtiques.